# Tabanidae
Los tabánidos (Tabanidae) son una familia de insectos dípteros braquíceros comúnmente conocidos como tábanos. Se encuentran en todo el mundo a excepción de algunas islas y las regiones polares (Hawái, Groenlandia e Islandia).
Las larvas de los tábanos son depredadoras y crecen en hábitats semiacuáticos. Los machos adultos se alimentan de néctar y otras secreciones vegetales, por lo que tienen piezas bucales débiles. En cambio, las hembras se alimentan de sangre animal para obtener suficiente proteína y para producir huevos. Las piezas bucales de las hembras están formadas por un fuerte órgano punzante con dos pares de cuchillas afiladas y otra parte, similar a una esponja, que se usa para recolectar la sangre que fluye de la herida. 
La familia de tabánidos abarca cuatro mil quinientas especies alrededor del mundo, de las cuales mil pertenecen al género Tabanus. Según el catálogo de Tabanidae Neotropical realizado en 1994, mil ciento setenta y dos especies y subespecies se han descrito en la Región Neotropical y de las larvas se conoce solo el 4,1%. Sin embargo, estudios más recientes de 2009 estiman un número de mil ochenta y dos especies.
La familia Tabanidae se divide en tres subfamilias:
- Chrysopsinae Blanchard, 1840
- Pangoniinae Rondani, 1856
- Tabaninae Rondani, 1856
- El género Zophina es de posición incierta, pero ha sido clasificado en Pangoniinae.

## Distribución y hábitat
Los tabánidos se encuentran en todo el mundo, excepto en las regiones polares, pero están ausentes de algunas islas como Groenlandia, Islandia y Hawái. Los géneros Tabanus, Chrysops y Haematopota se encuentran en zonas templadas, subtropicales y tropicales, pero Haematopota está ausente de Australia y Sudamérica. Se dan sobre todo en zonas cálidas con lugares húmedos adecuados para la cría, pero también ocupan una amplia gama de hábitats, desde desiertos hasta praderas alpinas. Se encuentran desde el nivel del mar hasta al menos 3300 m (10 800 pies). Necesitan suelos húmedos para el desarrollo inicial de los huevos, larvas y pupas. Como adultos requieren la presencia de animales, preferentemente grandes. Se presentan como plaga en hipódromos o campos de golf; su control es muy difícil y requiere la aplicación de repelentes químicos sobre animales y personas.

## Características
Como el resto de los dípteros, los tabánidos solo tienen dos alas funcionales, las anteriores. Las alas posteriores han sido transformadas en halterios o balancines, apéndices que ayudan al control del vuelo, lo que les permite volar muy activa y eficazmente, alcanzando los treinta kilómetros por hora en vuelo recto, en particular los tábanos de pradera (géneros Tabanus, Hybomitra, Chlorotabanus, etc.), más que los de hábitats forestales, como Chrysops.
En los tabánidos existe un marcado dimorfismo sexual que afecta a dos aspectos de su anatomía. En primer lugar, la mayoría de los tábanos hembras son hematófagas, y presentan un aparato bucal capaz de picar y extraer sangre de vertebrados endotermos (mamíferos y aves). Por el contrario, los machos solo se alimentan del néctar y polen de las flores, de manera similar a los mosquitos macho.

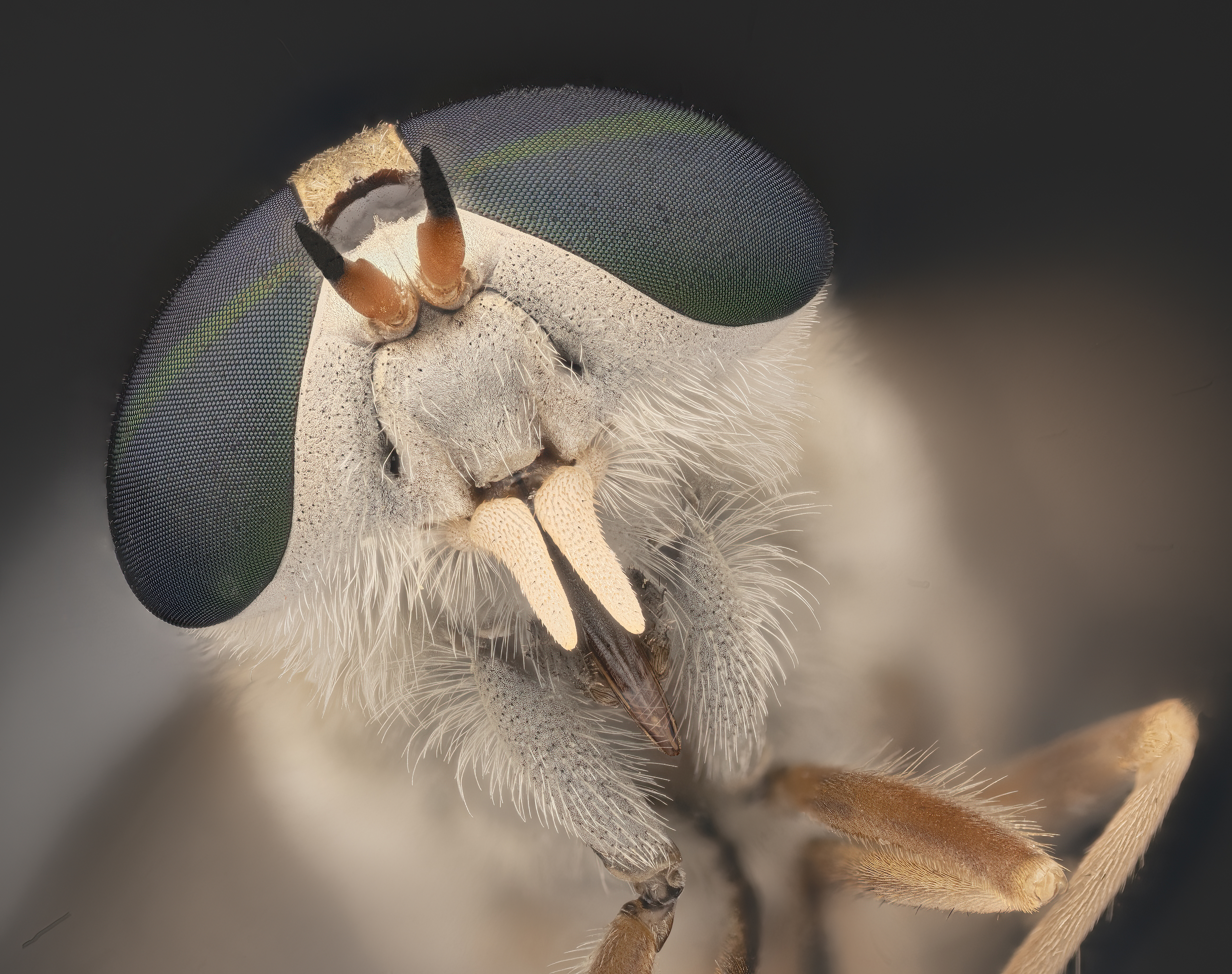
Tábano

En segundo lugar, los machos son holópticos (sus dos ojos se unen en un punto) y las hembras dicópticas (sus ojos permanecen separados); este es un rasgo compartido con otras familias de moscas, como los sírfidos, Pipunculidae y Acroceridae.

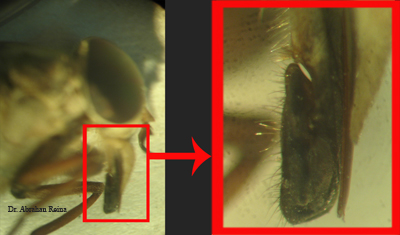
Aparato bucal de un tábano, Tabanus subsimilis.

Las hembras atacan las zonas descubiertas de su víctima, y su picadura deja enrojecida la zona afectada, causando ocasionalmente inflamación y picor que pueden requerir su tratamiento con antibióticos. Su aparato bucal es lo suficientemente fuerte como para atravesar la piel de caprinos, burros y caballos. En su búsqueda de alimento se orientan por bultos y colores, siendo atraídas mayormente por las personas con ropa oscura y los animales cuya piel es igualmente oscura (sobre todo si transpiran activamente). Su comportamiento hematófago los puede convertir en vectores biológicos y mecánicos de algunos patógenos. Algunas especies africanas del género Chrysops trasmiten un nemátodo filárico, Loa loa, que produce la llamada filariasis cutaneodérmica o loasis en varios millones de personas.[cita requerida]
La mayoría de los tábanos son diurnos, las hembras más que los machos. Estos últimos son crepusculares y enjambran o forman grupos en espera de las hembras para aparearse con ellas. La vida de los machos es breve; mueren frecuentemente después de la cópula, lo que hace de su observación una tarea difícil.

## Biología

### Alimentación y comportamiento mordedor
Los tabánidos adultos se alimentan de néctar y exudados de plantas, y algunos son importantes polinizadores de ciertas flores especializadas; varias especies sudafricanas y asiáticas del género Pangoniinae tienen probóscides espectacularmente largas adaptadas para la extracción de néctar de flores con tubos corola largos y estrechos, como Lapeirousia y ciertos Pelargonium.
Tanto los machos como las hembras se alimentan de néctar, pero las hembras de la mayoría de las especies son anautógenas, lo que significa que necesitan alimentarse de sangre antes de poder reproducirse eficazmente. Para obtener la sangre, las hembras, muerden a los animales, incluidos los humanos. La hembra necesita unos seis días para digerir completamente la sangre y, después, debe encontrar otro huésped. Las moscas parecen sentirse atraídas por una víctima potencial por su movimiento, calor y textura de la superficie, y por el dióxido de carbono que exhala. Las moscas eligen principalmente mamíferos grandes como ganado vacuno, caballos, camellos y ciervos, pero pocas son específicas de una especie. También se ha observado que se alimentan de mamíferos más pequeños, aves, lagartos y tortugas, e incluso de animales que han muerto recientemente. A diferencia de muchos insectos picadores como los mosquitos, cuyo mecanismo de picadura y saliva permiten que el hospedador no note la picadura en ese momento, las picaduras de los tábanos irritan inmediatamente a la víctima, por lo que a menudo son rechazadas, y pueden tener que visitar varios hospedadores para obtener suficiente sangre. Este comportamiento significa que pueden transportar organismos causantes de enfermedades de un hospedador a otro.Los animales grandes y el ganado suelen ser impotentes para desalojar a la mosca, por lo que no existe ninguna ventaja selectiva para que las moscas desarrollen una picadura menos dolorosa de forma inmediata.

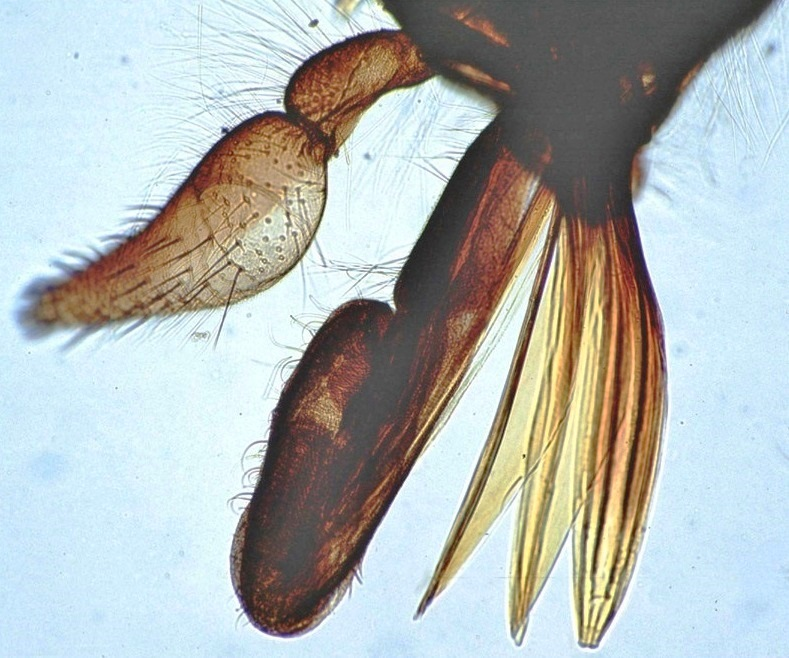
Partes bucales de Tabanus: Los estiletes cortantes afilados están a la derecha, la parte chupadora esponjosa en el centro

Las piezas bucales de las hembras son de la forma habitual de los dípteros y consisten en un haz de seis estiletes quitinosos que, junto con un pliegue del labium carnoso, forman la probóscide. A ambos lados de ésta hay dos palpos maxilares. Cuando el insecto se posa sobre un animal, se agarra a la superficie con sus garras tarsales, el labio se retrae, la cabeza se proyecta hacia abajo y los estiletes cortan la carne. Algunos tienen bordes aserrados y los músculos pueden moverlos de un lado a otro para agrandar la herida. La saliva que contiene anticoagulante se inyecta en la herida para evitar la coagulación. La sangre que fluye de la herida es absorbida por otro aparato bucal que funciona como esponja.  Las picaduras pueden ser dolorosas durante un día o más; la saliva de la mosca puede provocar reacciones alérgicas como urticaria y dificultad para respirar.Las picaduras de los tábanos pueden hacer que la vida al aire libre sea desagradable para los humanos, y pueden reducir la producción de leche en el ganado.Son atraídas por los reflejos polarizados del agua, lo que las convierte en una molestia especial cerca de las piscinas. Dado que los tabánidos prefieren estar al sol, normalmente evitan los lugares sombreados, como los graneros, y están inactivos por la noche.
Los patrones de ataque varían según la especie; los tábanos pequeños vuelan silenciosamente y prefieren morder a los humanos en la muñeca o en la pierna desnuda. Las especies grandes de Tabanus zumban fuerte, vuelan bajo y muerden tobillos, piernas o la parte posterior de las rodillas. Chrysops vuela algo más alto, muerde la nuca y tiene un zumbido agudo.  Las pieles rayadas de las cebras pueden haber evolucionado para reducir su atractivo para los tábanos y las moscas tsetsé. Cuanto más juntas estén las rayas, menos moscas son atraídas visualmente. Las patas de la cebra tienen rayas particularmente finas y esta es la parte sombreada del cuerpo que tiene más probabilidades de ser picada en otros équidos sin rayas. Investigaciones más recientes del mismo autor principal demuestran que las rayas no eran menos atractivas para los tábanos, sino que estos solo las rozaban sin poder aterrizar de manera controlada para picar. Esto sugiere que una función de las rayas era interferir con el flujo óptico de los insectos. Esto no excluye el posible uso de las rayas para otros fines, como la comunicación social o el camuflaje.  En un estudio en el que se comparó el comportamiento de los tábanos al acercarse a caballos que llevaban mantas a rayas o a cuadros, en comparación con mantas lisas, se descubrió que ambos dibujos eran igual de eficaces para disuadir a los insectos. Por lo que es posible que entre en juego otro tipo de mecanismo.

### Reproducción
El apareamiento se produce a menudo en enjambres, generalmente en puntos elevados como en la cumbre de montes o cerros; este comportamiento es común a otros insectos, y es conocido en el habla anglosajona como hill-topping. La estación, hora del día y lugar utilizados para los enjambres de apareamiento son específicos de cada especie.

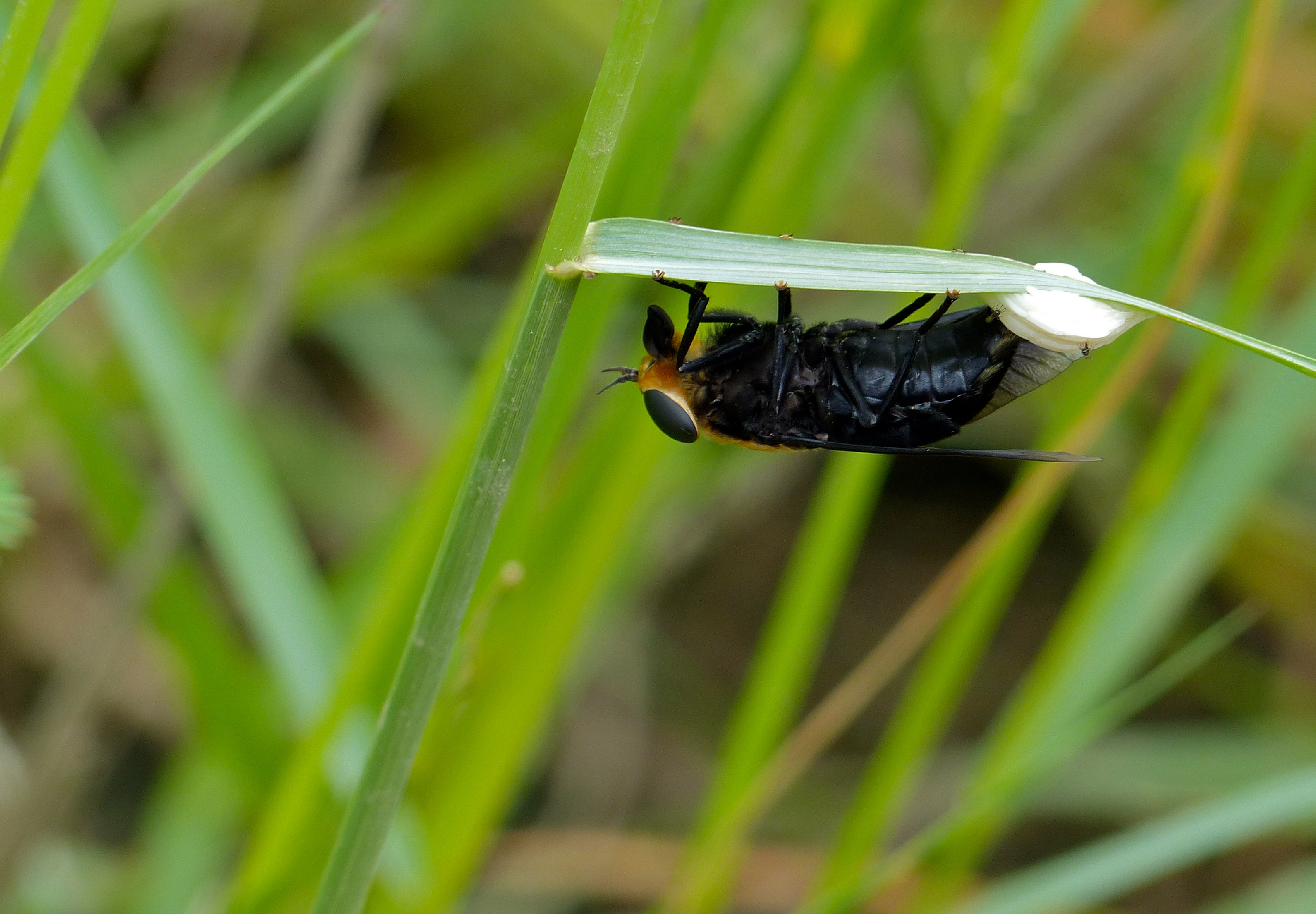
Hembra de tábano poniendo huevos.

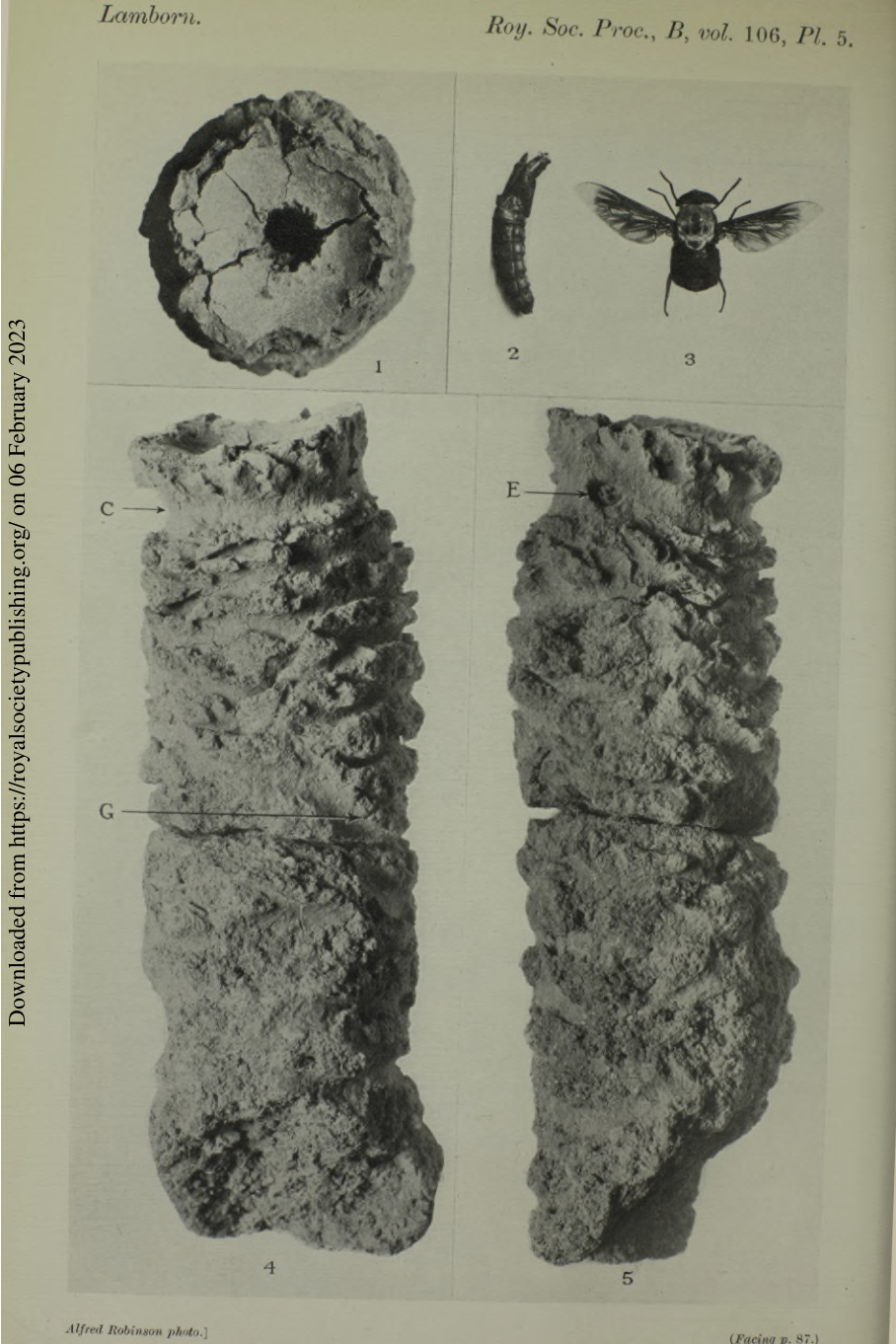
Un cilindro de barro creado por un tabánido antes de la pupación.

Los huevos se ponen en piedras o vegetación cerca del agua, en grupos de hasta 1.000, especialmente en plantas acuáticas emergentes. Los huevos son blancos al principio, pero se oscurecen con el tiempo. Eclosionan al cabo de unos seis días y las larvas emergentes utilizan un pico especial para abrir el huevo. Las larvas caen al agua o al suelo húmedo. Las especies Chrysops se desarrollan en lugares especialmente húmedos, mientras que las especies Tabanus prefieren lugares más secos. Las larvas son larvas sin patas, que se estrechan en ambos extremos. Tienen la cabeza pequeña y 11 o 13 segmentos, y mudan de seis a 13 veces a lo largo de un año o más. En las especies templadas, las larvas tienen un periodo de reposo durante el invierno (diapausa), mientras que las especies tropicales se reproducen varias veces al año. En la mayoría de las especies son blancas, pero en algunas son verdosas o parduscas, y a menudo presentan bandas oscuras en cada segmento. Un sifón respiratorio en el extremo posterior permite a las larvas obtener aire cuando están sumergidas en el agua.  Las larvas de casi todas las especies son carnívoras, a menudo caníbales en cautividad, y consumen gusanos, larvas de insectos y artrópodos. Las larvas pueden ser parasitadas por nematodos, moscas de las familias Bombyliidae y Tachinidae, e himenópteros de la familia Pteromalidae. Cuando están completamente desarrolladas, las larvas se trasladan a un suelo más seco cerca de la superficie del suelo para puparse.  En lugares secos, en la década de 1920, W.A. Lamborn descubrió una notable adaptación en Malaui (entonces Nyasalandia). Se descubrió que las larvas hacían túneles en espiral mientras el lodo aún estaba húmedo y plástico, formando un cilindro dividido en cuyo centro se asentaba la larva para pupar después de cerrar la entrada; esta adaptación protege a las pupas contra las grietas de lodo cuando el lodo se seca, ya que una grieta que se extendiera cambiaría de dirección al chocar contra la pared del cilindro.
Las pupas son marrones y brillantes, redondeadas en el extremo de la cabeza y ahusadas en el otro extremo. Pueden verse las yemas de las alas y las extremidades y cada segmento abdominal está bordeado de espinas cortas. Al cabo de unas dos semanas, la metamorfosis se ha completado, la envoltura pupal se divide a lo largo del tórax y emerge la mosca adulta. Los machos suelen aparecer primero, pero cuando ambos sexos han emergido, tiene lugar el apareamiento, que comienza en el aire y termina en el suelo. La hembra necesita alimentarse de sangre antes de depositar su masa de huevos.

### Predadores y parásitos

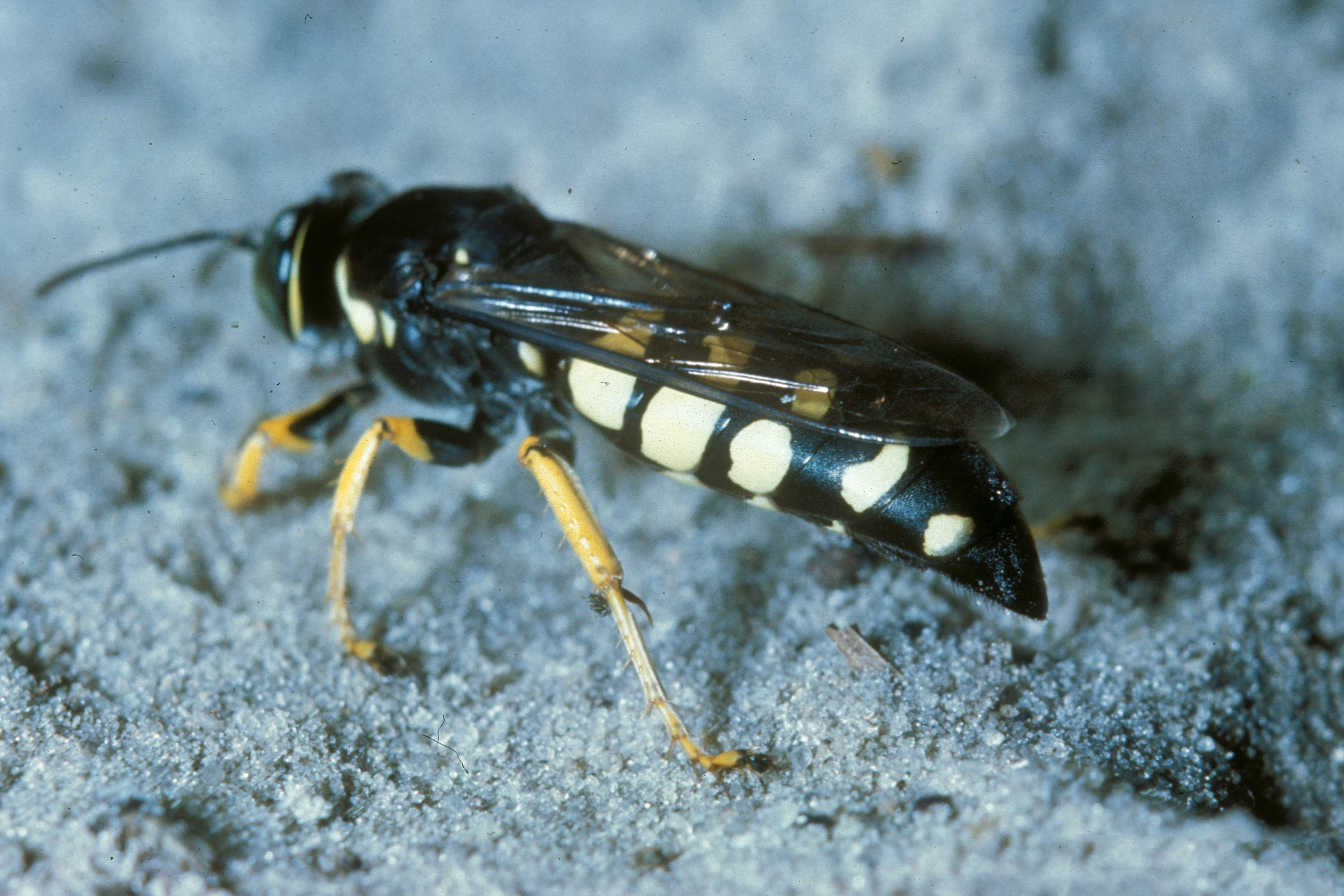
La avispa guardiana de los caballos, Stictia carolina, atrapa tábanos para aprovisionar a sus crías en un nido.

Los huevos suelen ser atacados por pequeñas avispas parásitas, y las larvas son consumidas por las aves, además de ser parasitadas por moscas tachínidas, hongos y nematodos. Los adultos son consumidos por depredadores generalizados como las aves, y algunos depredadores especializados, como la avispa guardacaballo (una avispa bembicínida), también atacan preferentemente a los tábanos, capturándolos para aprovisionar sus nidos.

## En la cultura
Según la mitología griega el tábano fue creado por Zeus para causar la muerte al héroe Belerofonte cuando en su última travesía, para demostrar su valía, viajó en Pegaso rumbo al monte Olimpo, lo cual estaba prohibido para los mortales en esa época. Pero se data aún más atrás y se describe su relevancia y aparición en la Biblia como una de las plagas en Egipto, descrita en el libro de Éxodo en el capítulo 8.

## Galería

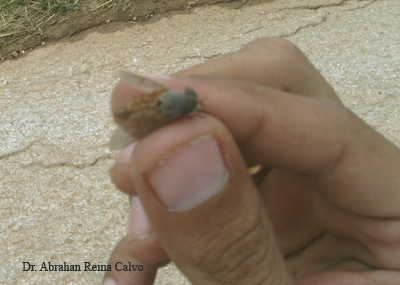
Algo menos ágiles que otras moscas, aun así, son rápidos (Tabanus subsimilis).
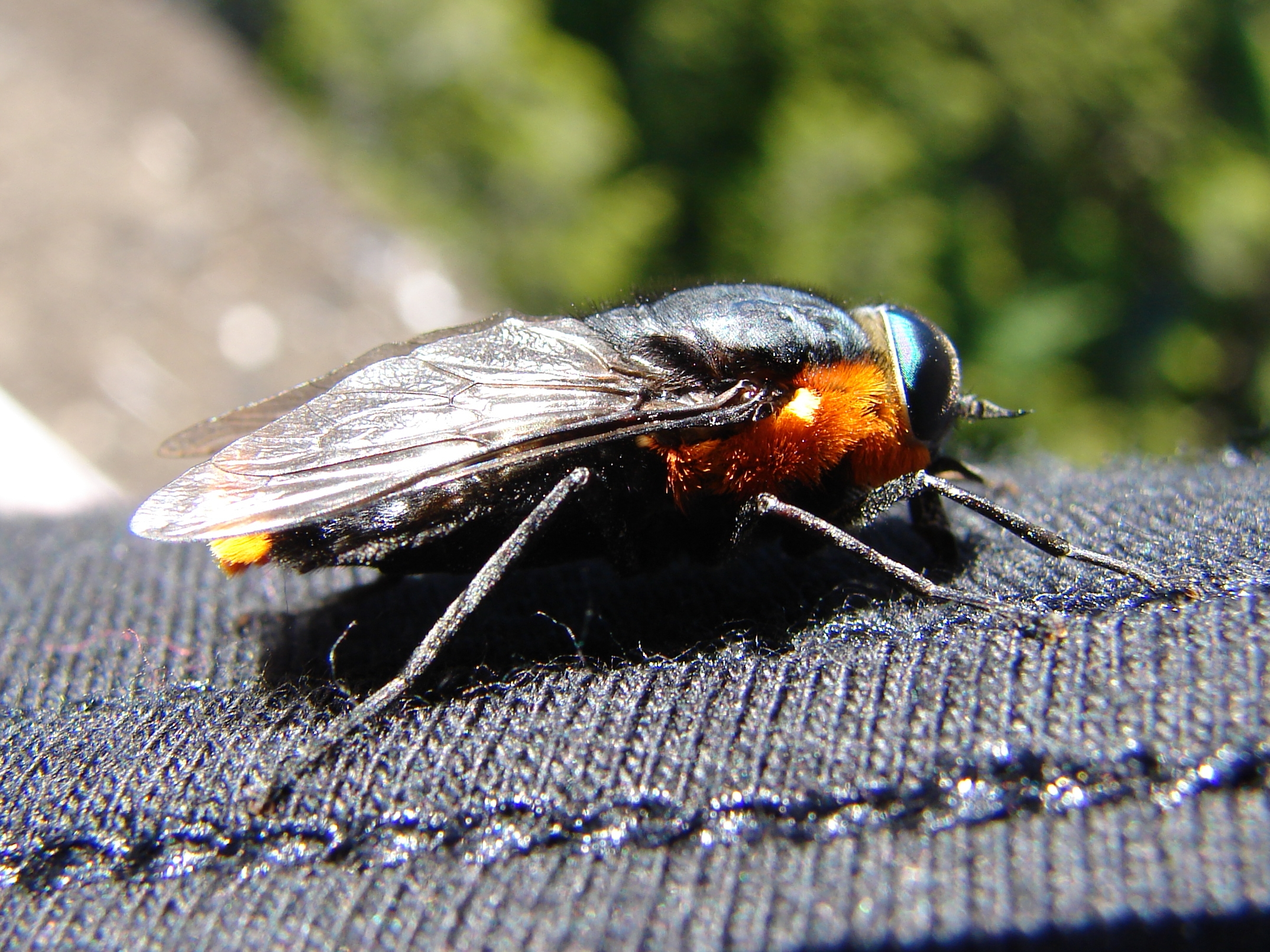
Hembra de Scaptia lata
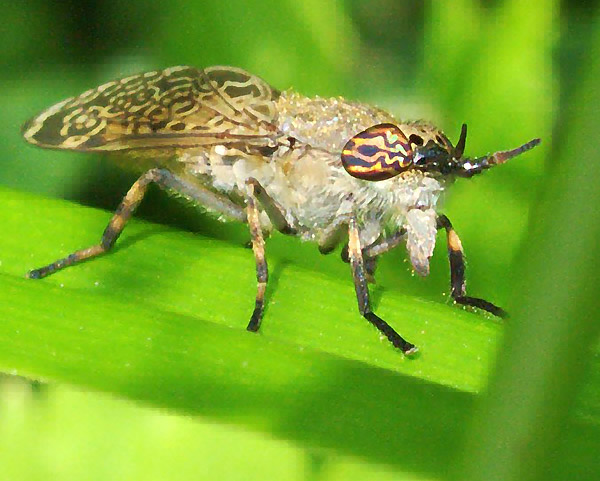
Haematopota pluvialis, hembra con ojos dicópticos. Ojos con bandas de distintos colores.
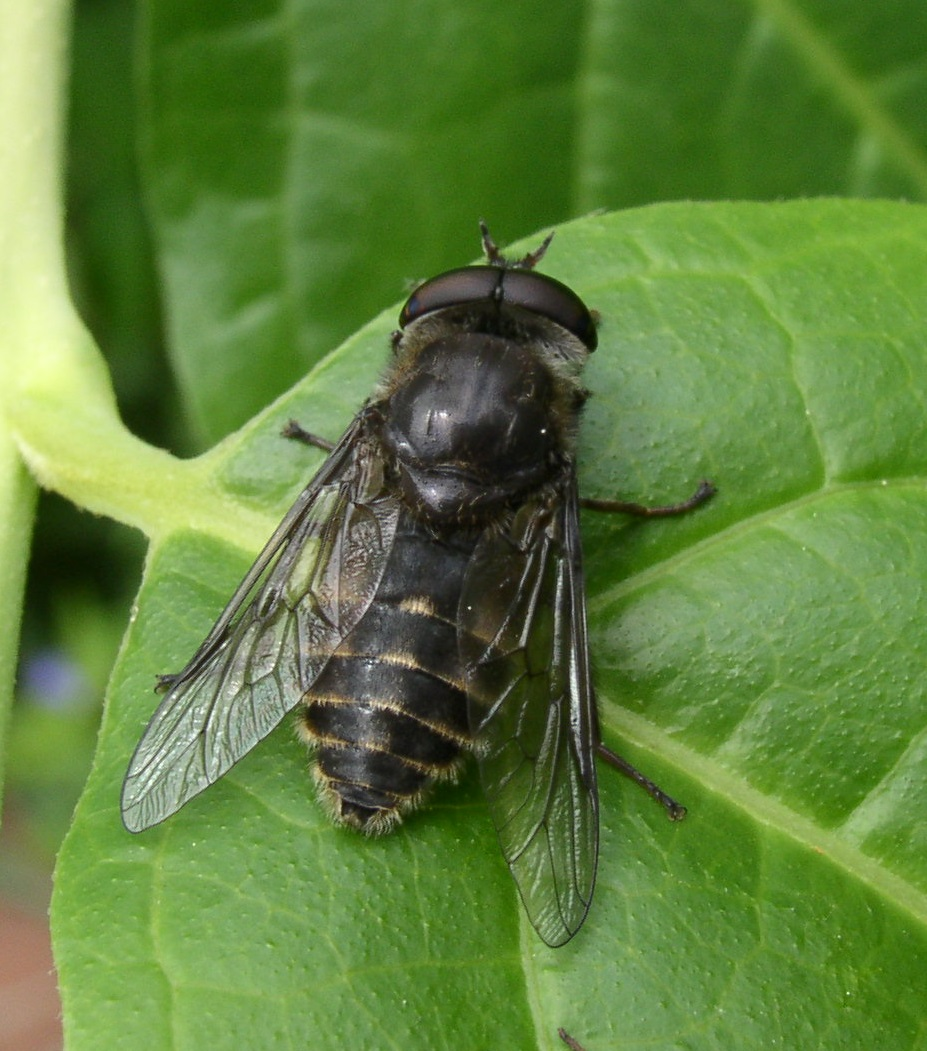
Hybomitra macho
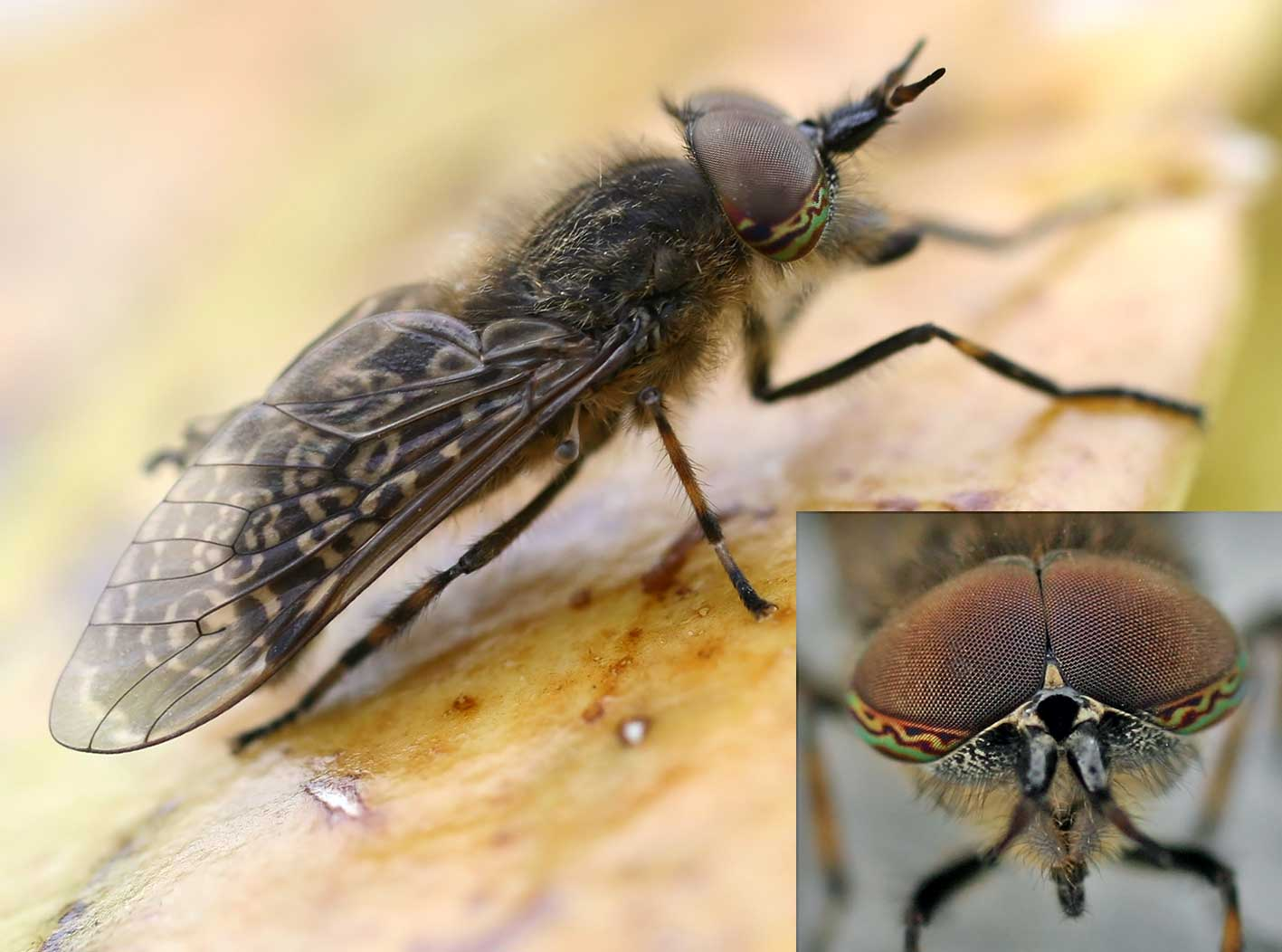
Haematopota pluvialis, macho con ojos holópticos. Bandeado diferente al de las hembras y menor desarrollo del aparato bucal.
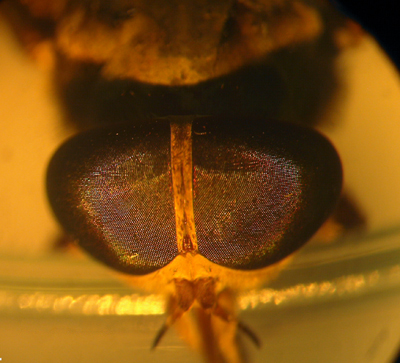
Ojos de Tabanus subsimilis (hembra).